# Eleições legislativas portuguesas de 1995 na Madeira
| Eleições legislativas portuguesas de 1995 Distritos: Aveiro \| Beja \| Braga \| Bragança \| Castelo Branco \| Coimbra \| Évora \| Faro \| Guarda \| Leiria \| Lisboa \| Portalegre \| Porto \| Santarém \| Setúbal \| Viana do Castelo \| Vila Real \| Viseu \| Açores \| Madeira \| Estrangeiro |

## Resultados por Concelho
Os resultados nos concelhos do Região Autónoma da Madeira foram os seguintes:

### Calheta
| Partido                 | Partido                  | Votos  | %               | +/- |
| ----------------------- | ------------------------ | ------ | --------------- | --- |
|                         | Partido Social Democrata | 3 889  | 60,39 / 100,00  |     |
|                         | Partido Popular          | 1 498  | 23,26 / 100,00  |     |
|                         | Partido Socialista       | 763    | 11,85 / 100,00  |     |
|                         | Outros                   | 184    | 2,87 / 100,00   |     |
| Votos Inválidos         | Votos Inválidos          | 106    | 1,64 / 100,00   |     |
| Total                   | Total                    | 6 440  | 100,00 / 100,00 |     |
| Eleitorado/Participação | Eleitorado/Participação  | 10 186 | 63,22 / 100,00  |     |

### Câmara de Lobos
| Partido                 | Partido                        | Votos  | %               | +/- |
| ----------------------- | ------------------------------ | ------ | --------------- | --- |
|                         | Partido Social Democrata       | 7 957  | 60,70 / 100,00  |     |
|                         | Partido Socialista             | 2 909  | 22,19 / 100,00  |     |
|                         | Partido Popular                | 1 149  | 8,77 / 100,00   |     |
|                         | União Democrática Popular      | 308    | 2,35 / 100,00   |     |
|                         | Coligação Democrática Unitária | 200    | 1,53 / 100,00   |     |
|                         | Outros                         | 220    | 1,68 / 100,00   |     |
| Votos Inválidos         | Votos Inválidos                | 365    | 2,78 / 100,00   |     |
| Total                   | Total                          | 13 108 | 100,00 / 100,00 |     |
| Eleitorado/Participação | Eleitorado/Participação        | 21 661 | 60,51 / 100,00  |     |

### Funchal
| Partido                 | Partido                        | Votos  | %               | +/- |
| ----------------------- | ------------------------------ | ------ | --------------- | --- |
|                         | Partido Social Democrata       | 23 606 | 37,56 / 100,00  |     |
|                         | Partido Socialista             | 23 592 | 37,54 / 100,00  |     |
|                         | Partido Popular                | 9 272  | 14,75 / 100,00  |     |
|                         | União Democrática Popular      | 2 543  | 4,03 / 100,00   |     |
|                         | Coligação Democrática Unitária | 1 110  | 1,77 / 100,00   |     |
|                         | Outros                         | 1 392  | 2,22 / 100,00   |     |
| Votos Inválidos         | Votos Inválidos                | 1 335  | 2,12 / 100,00   |     |
| Total                   | Total                          | 62 841 | 100,00 / 100,00 |     |
| Eleitorado/Participação | Eleitorado/Participação        | 95 765 | 65,62 / 100,00  |     |

### Machico
| Partido                 | Partido                   | Votos  | %               | +/- |
| ----------------------- | ------------------------- | ------ | --------------- | --- |
|                         | Partido Socialista        | 5 208  | 46,15 / 100,00  |     |
|                         | Partido Social Democrata  | 4 872  | 43,18 / 100,00  |     |
|                         | Partido Popular           | 711    | 6,30 / 100,00   |     |
|                         | União Democrática Popular | 133    | 1,18 / 100,00   |     |
|                         | Outros                    | 169    | 1,50 / 100,00   |     |
| Votos Inválidos         | Votos Inválidos           | 191    | 1,70 / 100,00   |     |
| Total                   | Total                     | 11 284 | 100,00 / 100,00 |     |
| Eleitorado/Participação | Eleitorado/Participação   | 18 030 | 62,58 / 100,00  |     |

### Ponta do Sol
| Partido                 | Partido                   | Votos | %               | +/- |
| ----------------------- | ------------------------- | ----- | --------------- | --- |
|                         | Partido Social Democrata  | 2 756 | 60,40 / 100,00  |     |
|                         | Partido Popular           | 879   | 19,26 / 100,00  |     |
|                         | Partido Socialista        | 671   | 14,71 / 100,00  |     |
|                         | União Democrática Popular | 95    | 2,08 / 100,00   |     |
|                         | Outros                    | 79    | 1,73 / 100,00   |     |
| Votos Inválidos         | Votos Inválidos           | 83    | 1,82 / 100,00   |     |
| Total                   | Total                     | 4 563 | 100,00 / 100,00 |     |
| Eleitorado/Participação | Eleitorado/Participação   | 6 912 | 66,02 / 100,00  |     |

### Porto Moniz
| Partido                 | Partido                  | Votos | %               | +/- |
| ----------------------- | ------------------------ | ----- | --------------- | --- |
|                         | Partido Social Democrata | 1 283 | 59,32 / 100,00  |     |
|                         | Partido Socialista       | 596   | 27,55 / 100,00  |     |
|                         | Partido Popular          | 193   | 8,92 / 100,00   |     |
|                         | Outros                   | 28    | 1,28 / 100,00   |     |
| Votos Inválidos         | Votos Inválidos          | 63    | 2,91 / 100,00   |     |
| Total                   | Total                    | 2 163 | 100,00 / 100,00 |     |
| Eleitorado/Participação | Eleitorado/Participação  | 3 075 | 70,34 / 100,00  |     |

### Porto Santo
| Partido                 | Partido                  | Votos | %               | +/- |
| ----------------------- | ------------------------ | ----- | --------------- | --- |
|                         | Partido Social Democrata | 1 302 | 46,73 / 100,00  |     |
|                         | Partido Socialista       | 1 144 | 41,06 / 100,00  |     |
|                         | Partido Popular          | 219   | 7,86 / 100,00   |     |
|                         | Outros                   | 42    | 1,50 / 100,00   |     |
| Votos Inválidos         | Votos Inválidos          | 79    | 2,84 / 100,00   |     |
| Total                   | Total                    | 2 786 | 100,00 / 100,00 |     |
| Eleitorado/Participação | Eleitorado/Participação  | 3 741 | 74,47 / 100,00  |     |

### Ribeira Brava
| Partido                 | Partido                   | Votos  | %               | +/- |
| ----------------------- | ------------------------- | ------ | --------------- | --- |
|                         | Partido Social Democrata  | 4 232  | 61,96 / 100,00  |     |
|                         | Partido Socialista        | 1 591  | 23,29 / 100,00  |     |
|                         | Partido Popular           | 519    | 7,60 / 100,00   |     |
|                         | União Democrática Popular | 115    | 1,68 / 100,00   |     |
|                         | Outros                    | 148    | 2,16 / 100,00   |     |
| Votos Inválidos         | Votos Inválidos           | 225    | 3,29 / 100,00   |     |
| Total                   | Total                     | 6 830  | 100,00 / 100,00 |     |
| Eleitorado/Participação | Eleitorado/Participação   | 10 899 | 62,67 / 100,00  |     |

### Santa Cruz
| Partido                 | Partido                        | Votos  | %               | +/- |
| ----------------------- | ------------------------------ | ------ | --------------- | --- |
|                         | Partido Social Democrata       | 6 156  | 44,06 / 100,00  |     |
|                         | Partido Socialista             | 5 061  | 36,23 / 100,00  |     |
|                         | Partido Popular                | 1 702  | 12,18 / 100,00  |     |
|                         | União Democrática Popular      | 316    | 2,26 / 100,00   |     |
|                         | Coligação Democrática Unitária | 194    | 1,39 / 100,00   |     |
|                         | Outros                         | 232    | 1,66 / 100,00   |     |
| Votos Inválidos         | Votos Inválidos                | 310    | 2,21 / 100,00   |     |
| Total                   | Total                          | 13 971 | 100,00 / 100,00 |     |
| Eleitorado/Participação | Eleitorado/Participação        | 20 368 | 68,59 / 100,00  |     |

### Santana
| Partido                 | Partido                  | Votos | %               | +/- |
| ----------------------- | ------------------------ | ----- | --------------- | --- |
|                         | Partido Social Democrata | 3 196 | 60,05 / 100,00  |     |
|                         | Partido Socialista       | 1 264 | 23,75 / 100,00  |     |
|                         | Partido Popular          | 505   | 9,49 / 100,00   |     |
|                         | Outros                   | 176   | 3,40 / 100,00   |     |
| Votos Inválidos         | Votos Inválidos          | 171   | 3,30 / 100,00   |     |
| Total                   | Total                    | 5 322 | 100,00 / 100,00 |     |
| Eleitorado/Participação | Eleitorado/Participação  | 8 521 | 62,46 / 100,00  |     |

### São Vicente
| Partido                 | Partido                   | Votos | %               | +/- |
| ----------------------- | ------------------------- | ----- | --------------- | --- |
|                         | Partido Social Democrata  | 1 914 | 55,57 / 100,00  |     |
|                         | Partido Socialista        | 806   | 23,40 / 100,00  |     |
|                         | Partido Popular           | 503   | 14,61 / 100,00  |     |
|                         | União Democrática Popular | 48    | 1,39 / 100,00   |     |
|                         | Outros                    | 69    | 2,01 / 100,00   |     |
| Votos Inválidos         | Votos Inválidos           | 104   | 3,02 / 100,00   |     |
| Total                   | Total                     | 3 444 | 100,00 / 100,00 |     |
| Eleitorado/Participação | Eleitorado/Participação   | 5 930 | 58,08 / 100,00  |     |